# Assim É que Elas Gostam
The Male Animal (bra/prt: Assim É que Elas Gostam) é um filme estadunidense de 1942, do gênero comédia romântica dramática, dirigido por Elliott Nugent, e estrelado por Henry Fonda, Olivia de Havilland e Joan Leslie. O roteiro de Julius J. Epstein, Philip G. Epstein e Stephen Morehouse Avery foi baseado na peça teatral homônima de 1940, de James Thurber e do próprio Nugent.

## Sinopse
O conselho da Universidade Midwestern demitiu três de seus professores, todos com a suspeita de serem comunistas. Em seu planejamento de ler a declaração de sentença de Bartolomeo Vanzetti para sua classe como um exemplo de composição eloquente – mesmo em inglês ruim escrito por uma pessoa não-profissional – o professor Tommy Turner (Henry Fonda) começa a ser ameaçado a perder seu emprego por Ed Keller (Eugene Pallette), um dos conselheiros.
A esposa de Tommy, Ellen Turner (Olivia de Havilland), com medo de que ele seja despedido, o aconselha a não ler a declaração em sala. Para piorar a situação, o ex-namorado de Ellen, Joe Ferguson (Jack Carson), volta à cidade e aproveita para visitá-la. A mulher e Joe saem para dançar depois de um jogo de futebol, o que faz com que Tommy pense que sua esposa esteja prestes a abandoná-lo.

## Elenco
- Henry Fonda como Tommy Turner
- Olivia de Havilland como Ellen Turner
- Joan Leslie como Patricia Stanley
- Jack Carson como Joe Ferguson
- Eugene Pallette como Ed Keller
- Herbert Anderson como Michael Barnes
- Hattie McDaniel como Cleota
- Ivan Simpson como Dean Frederick Damon
- Don DeFore como Wally Myers
- Jean Ames como "Hot Garters" Gardner
- Minna Phillips como Sra. Blanche Damon
- Regina Wallace como Sra. Myrtle Keller
- Frank Mayo como Treinador Sprague
- William B. Davidson como Ex-aluno
- Bobby Barnes como Nutsy Miller
- Gig Young como Estudante (não-creditado)

## Produção
Gene Tierney, que estrelou como Patricia Stanley na produção original da Broadway, não pôde aparecer no filme porque foi contratada para estrelar a versão cinematográfica de "Tobacco Road", de John Ford. Don DeFore, outro membro do elenco da Broadway, reprisou seu papel no filme. O co-roteirista Elliott Nugent desempenhou o papel principal na peça teatral antes de ir até Hollywood para dirigir Henry Fonda na versão cinematográfica. Gig Young, que mudou seu nome artístico, Byron Barr, naquele ano, aparece como um estudante em um papel não-creditado.
Olivia de Havilland filmou este filme ao mesmo tempo em que filmava "They Died with Their Boots On" (1941) ao lado de Errol Flynn, o que colocou a atriz sob enorme pressão de uma pesada carga de trabalho.

## Recepção
O filme foi vagamente adaptado pela Warner Bros. como um musical chamado "She's Working Her Way Through College" (1952), estrelado por Virginia Mayo e Ronald Reagan. Nesta adaptação, os nomes dos personagens foram alterados. Além disso, o tema político foi descartado em favor de um conflito em torno da tentativa de um professor de montar uma peça musical protagonizada por uma aluna que é, na verdade, uma ex-dançarina burlesca.
A refilmagem arrecadou cerca de US$ 2.4 milhões nas bilheterias estadunidenses em 1952.